# Ratmaringhausen
Koordinaten: 51° 21′ 17″ N, 8° 43′ 22″ O
Ratmaringhausen ist eine Wüstung in der Gemarkung von Heringhausen in der nordhessischen Gemeinde Diemelsee. Der Ort wurde 1241 erstmals urkundlich erwähnt.

## Geographische Lage
Der Ort lag auf etwa 410 Meter über Normalhöhennull, etwa 1 Kilometer südlich von Heringhausen und etwa 1,5 Kilometer nördlich von Giebringhausen.

## Geschichte
Ratmaringhausen wurde im Jahre 1241 erstmals urkundlich erwähnt. Im Verlauf der Geschichte finden sich verschiedene Schreibweisen des Ortsnamens. Die bekannten urkundlichen Zeugnisse sind:
- Rathmarinchusen (1241) [Urkunden Kloster Bredelar, S. 58, Nr. 34][2]
- Ratmerinchusen (1355) [Urkunden Kloster Bredelar, S. 175, Nr. 308][2]
- Ratmerchusin (1416) Güterverzeichnis Kloster Bredelar, S. 155.[3]

1355 verkauften „die von Scharfenberg“ dem Kloster Bredelar ihr Gut in Ratmaringhausen. Im Güterverzeichnis des Klosters Bredelar von 1416 wurde der Ort als „Ratmerchusin“ geführt. 1526 überließen die Waldecker Grafen dem Kloster Bredelar eine Wiese in „Radmeringhausen“. 1376 hatte Johann von Padberg ein Viertel des Zehnten an das Kloster Bredelar verpfändet. 1510 und 1537 besaßen die Grafen von Waldeck und die Herren von Padberg den Zehnten je zur Hälfte.
Varnhagen nennt 1825 eine Mühle zu „Ratmerckusen zwischen Heringhausen und Gieberinghausen: Die Gieberinghäuser geben noch heutigentags Ratmaringhäuser- und Holzhäuser Zehnten und Ratmaringhausen wird also mit Holzhausen nächst zusammen liegen. Die Mühle zu Rattmigkhausen oder Ratmigkusen kommt 1637 vor. Sie stehet an der Dimel, nach Heringhausen hin und ist die Heringhäusermühle.“